# René Tas
R.P. (René) Tas (Aardenburg, 1964) is een Nederlandse vlagofficier bij de Koninklijke Marine. Sinds 9 september 2021 vervult hij in de rang van viceadmiraal de functie van Commandant Zeestrijdkrachten.

## Loopbaan
De loopbaan van Tas begon in 1982 aan het Koninklijk Instituut voor de Marine. Na succesvolle afronding van de studie aan het KIM volgden verschillende operationele functies op fregatten van de Koninklijke Marine. Tijdens deze periode werd Tas onder meer uitgezonden als onderdeel van Operatie Sharp Guard op de Adriatische Zee. Na een promotie tot luitenant-ter-zee der eerste klasse diende Tas op Hr.Ms. Tromp en Hr.Ms. Witte de With.
Van 2006 tot 2008 was Tas commandant van Zr.Ms. Van Speijk. Na een bevordering tot kapitein-ter-zee in juni 2010 nam Tas het bevel over Zr.Ms. Tromp over. Gedurende deze periode nam de Tromp deel aan de evacuatie-operatie van Nederlands ambassadepersoneel uit Libië, antipiraterijoperaties door de Hoorn van Afrika en de Golf van Aden en een periode als stationsschip in de de West. Hierna volgde diverse plaatsingen op het ministerie, waaronder de directie Aansturen Operationele Gereedheid van de Defensiestaf en de Hoofddirectie Beleid. Na een bevordering tot commandeur diende Tas als directeur Integraal Beleid. In de rang van schout-bij-nacht werkte Tas drie jaar op het hoofdkwartier van de NATO Supreme Allied Commander Transformation in de Verenigde Staten. Na drie jaar in die functie nam Tas, reeds bevorderd tot viceadmiraal, op 9 september 2021 het commando over de Zeestrijdkrachten over van viceadmiraal Rob Kramer.

## Decoraties
| Decoratie | Naam                                                                     |
| --------- | ------------------------------------------------------------------------ |
|           | Herinneringsmedaille Internationale Missies                              |
|           | Onderscheidingsteken voor Langdurige Dienst als officier                 |
|           | Marinemedaille                                                           |
|           | Vaardigheidsmedaille van de Nederlandse Sport Federatie                  |
|           | Kruis voor de Tweedaagse Militaire Prestatietocht                        |
|           | Medaille voor Vredesmissies van de Verenigde Naties voor UNIFIL Maritiem |
|           | NAVO-medaille voor Operatie Sharp Guard                                  |